# Gabriel Martínez Aguilera
Gabriel Martínez Aguilera (San Fausto de Campcentellas, Barcelona, 22 de enero de 2003) es un futbolista español que juega de delantero en el S. C. Braga de la Primeira Liga.

## Trayectoria
Su carrera deportiva comenzó en la cantera del C. F. Martorelles. En 2018 fichó por el Girona F. C. y en 2021 alternaba partidos del filial con el primer equipo. Con este último hizo su debut el 22 de agosto entrando en el minuto 59 sustituyendo a Gerard Gumbau, en el empate 0-0 contra la U. D. Las Palmas.
En julio de 2022 fue cedido al San Fernando C. D. y marcó cinco goles en 36 partidos de la Primera Federación. El siguiente año fue prestado al C. D. Mirandés para competir en la Segunda División. En dicha categoría anotó nueve tantos y al finalizar la temporada abandonó definitivamente el Girona F. C. después de ser traspasado al S. C. Braga.

## Clubes
| Club                        | País     | Año       |
| --------------------------- | -------- | --------- |
| Girona F. C. "B"            | España   | 2021-2022 |
| Girona F. C.                | España   | 2022-2024 |
| San Fernando C. D. (cedido) | España   | 2022-2023 |
| C. D. Mirandés (cedido)     | España   | 2023-2024 |
| S. C. Braga                 | Portugal | 2024-act. |